# Preah Viheartemplet
Preah Viheartemplet (khmer:  ប្រាសាទព្រះវិហារ, thailändska: ปราสาทพระวิหาร) är ett närmare tusen år gammalt asiatiskt tempel, helgat åt hinduguden Shiva.
Templet ligger på en 600 meter hög klippa i nära gränsområdet mellan Kambodja och Thailand och har orsakat konflikter mellan de båda nationerna om var templet hör hemma. 1962 fastslog den Internationella domstolen i Haag att ruinerna ligger på den kambodjanska sidan av gränsen.
Templet var tidigare enbart tillgängligt att besöka från den thailändska sidan av gränsen. Numera går det åka upp med speciella pick-up på Kambodjas sida, längs med branta serpentinvägar. Området är bra skyltat och har guider. Under stora delar av 1970-, 80- och 90-talen var det, p.g.a. krig och oroligheter, omöjligt att besöka templet. Templet var i slutet av 1990-talet ett fäste för röda khmererna, som lade ut en stor mängd landminor i området.
När Unesco i början av juli 2008 förde upp Preah Vihear på sin världsarvslista tog konflikten ny fart.
Tre thailändska demonstranter tog sig in i Kambodja för att hissa en thailändsk flagga över templet, varefter de båda ländernas regeringar förde trupper och tungt artilleri till tempelområdet.
Kambodja skrev till FN:s säkerhetsråd och uppmanade dem att intervenera i konflikten.
Säkerhetsrådet diskuterade frågan torsdagen den 24 juli 2008 och beslutade mötas veckan därpå för fortsatta konsultationer. Under oktober månad utbröt dock nya stridigheter i området och en kambodjansk soldat dödades. Parterna sitter nu i nya förhandlingar om området.
Den 3 april 2009 dödades ytterligare två kambodjanska soldater efter eldstrid med thailändska soldater i området. Båda länderna skyller på varandra i frågan vem som startade skjutandet.
Tvisten har förts till Internationella domstolen i Haag.